# Burg Elmendorf
Die Burg Elmendorf, auch Elmendorfer Burg oder Drei-Hügel-Motte genannt, ist eine abgegangene Turmhügelburg (Motte) im Naturschutzgebiet Dreibergen am Nordufer des Zwischenahner Meeres  bei Elmendorf, einem Ortsteil von Bad Zwischenahn im Landkreis Ammerland in Niedersachsen.

## Geschichte
Die Burganlage, die vermutlich schon im 9. Jahrhundert gegründet wurde, war im 12. Jahrhundert nach Zerstörung und Wiederaufbau im Besitz des 1091 erstmals erwähnten Graf Egilmar I., einem Ahnherren des Hauses Oldenburg. Um 1130/40 gab Graf Egilmar II. seine Tochter dem Edelmann Friedrich von Anvorde in Elmendorf zur Frau, der nach der Überlieferung auf einem Kreuzzug verschollen ging. Im Jahr 1134 wird die Burg Elmendorf als Wohnsitz des Friedrich von Anforde erstmals ausdrücklich erwähnt.
Als Ministerialen saßen später die Herren von Elmendorff auf der Burg, ein Diederich von Elmendorpe wird 1287 als Zeuge in einer Urkunde des Klosters Rastede erwähnt. 1331 gehen Burg und der dazugehörige Meierhof im Tausch gegen Besitzungen an der Hase in den Besitz der Oldenburger Grafen über.
Entgegen der früheren Annahme, dass es sich bei den drei Hügeln um Grabhügel früher Hügelgräber handelt,  ergaben Ausgrabungen des Archäologen Dieter Zoller in den Jahren 1966 bis 1968, dass es sich um eine Mottenanlage handelt. Im Bereich der späteren Vorburg entstand im 9. Jahrhundert ein mit einer Palisade befestigter Hof aus mehreren kleinen Gebäuden. Das Fundmaterial hebt die Ansiedlung durch das Vorhandensein von Zeugnissen spezialisierten Handwerks aus dem üblichen bäuerlichen Milieu heraus. Am Ende des 10. Jahrhunderts wurde der Hof zerstört. Um 1000 entstand ein neuer Hof. Im 11. Jahrhundert errichtete man neben dem Gehöft eine kaum erhöhte erste Motte mit umgebenden Graben, die um 1100 abbrannte. Schließlich stellte man in der Mitte des 12. Jahrhunderts die beiden hohen Burghügel fertig, der kleine Hügel diente als Vorburg. Die von einem Grabensystem umgebene Anlage nimmt eine Fläche von etwa 1,2 ha ein.
Der erste westliche Hügel der Drei-Hügel-Motte hat einen Durchmesser von etwa 50–55 Meter und ist sieben Meter hoch. Der zweite östliche Hügel hat einen Durchmesser von etwa 35–45 Meter und ist fünf Meter hoch. Die Plateaus auf den Hügeln sind heute ca. 22 × 25 m bzw. 12 × 20 m groß. Die Hügel wurden aus einer komplizierten Holz-Erde-Konstruktion errichtet.  Auf dem westlichen Hügel stand ein zwölfeckiger Holzturm von 12 m Durchmesser. Im 2. Viertel des 13. Jhs. wurde hier ein Fachwerkhaus mit Herdstelle errichtet. Den Rand des Hügelplateaus umgab eine Palisade. Auf dem zweiten Hügel stand ein vergleichbarer Turm, allerdings war durch den Einbau eines Luftschutzbunkers 1943 stark gestört.
Zwischen den Burghügeln und dem Zwischenahner Meer befand sich die 1134 von Erzbischof Siwar geweihte Burgkapelle „St. Bartholomäus“.

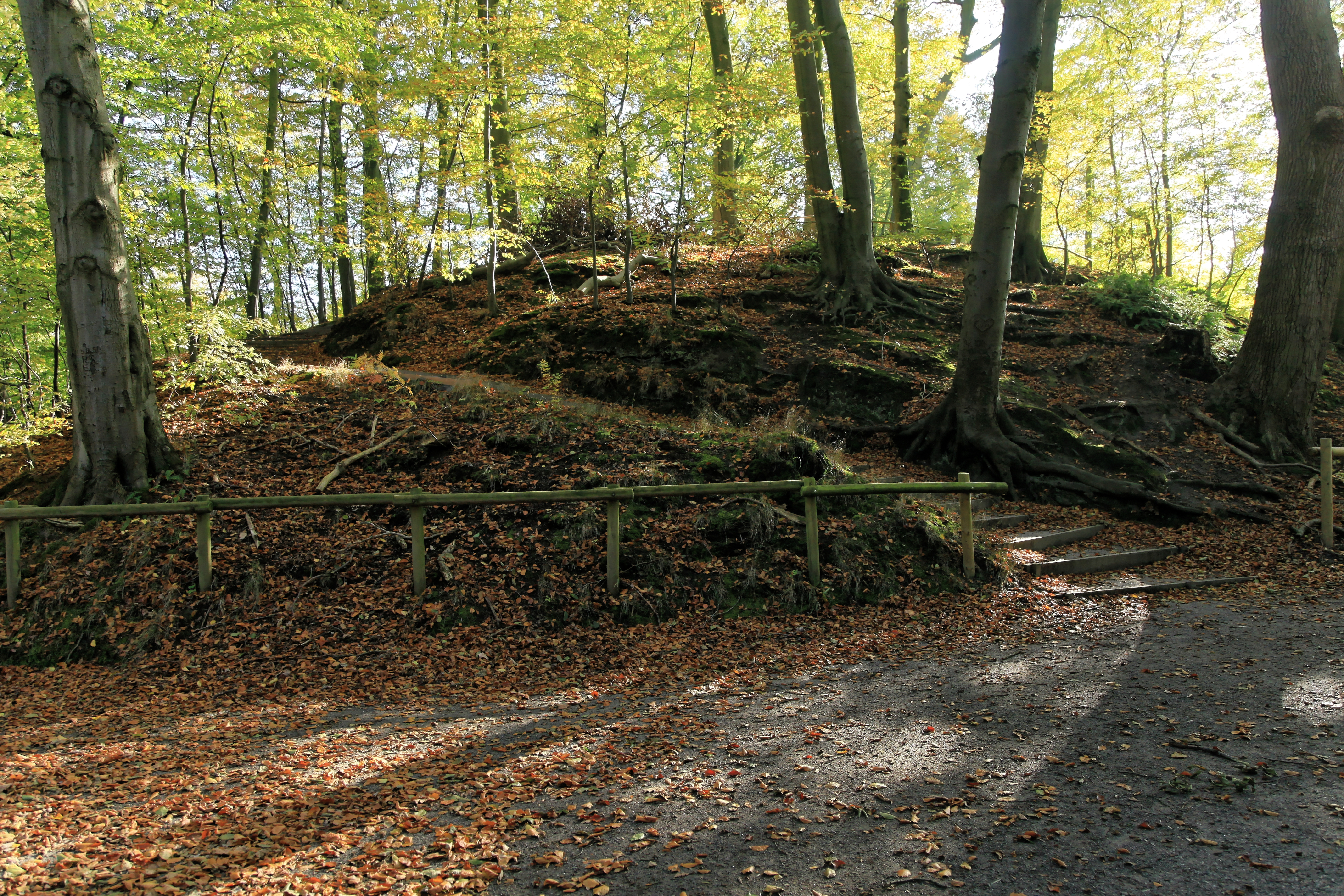
Hügel 1
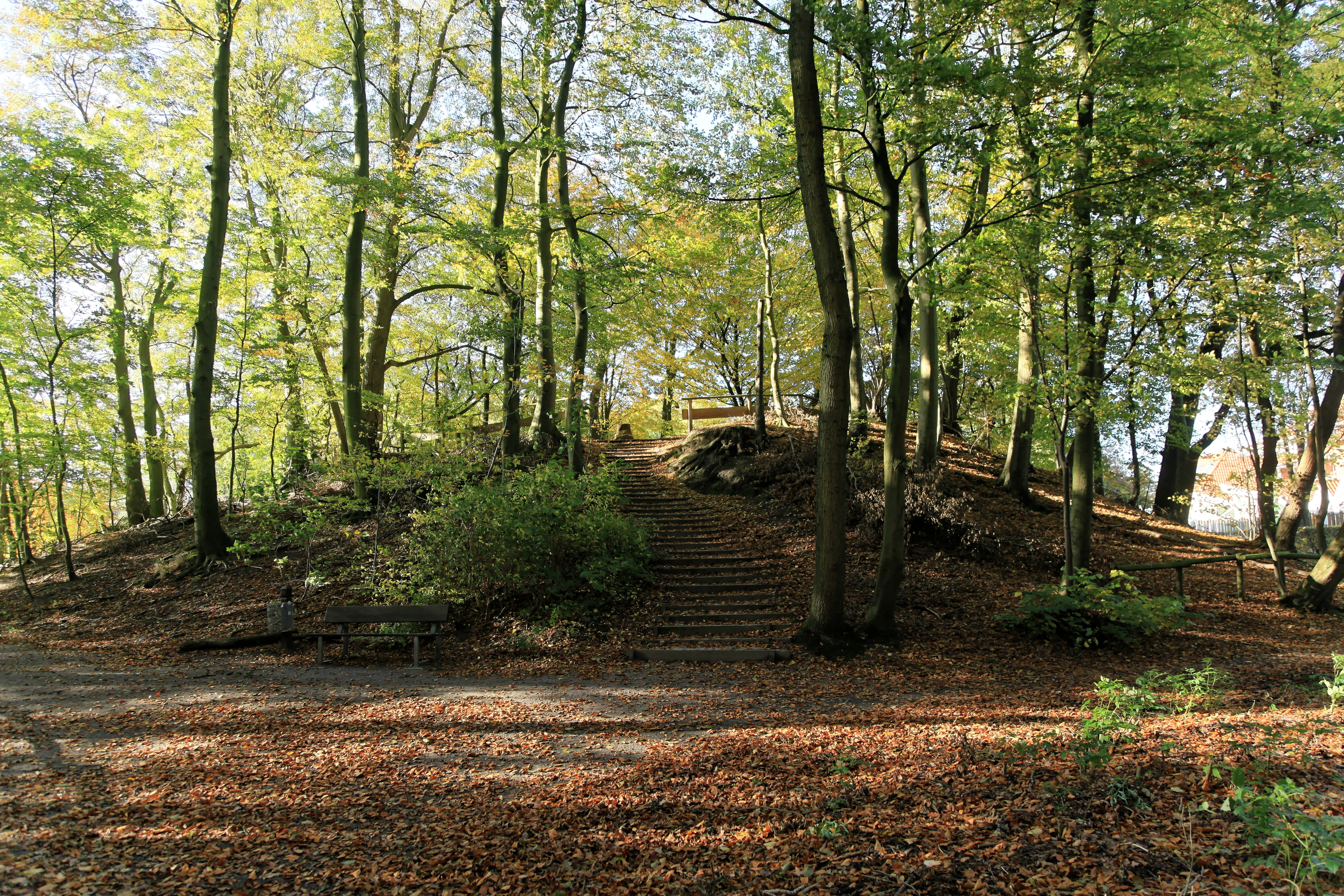
Hügel 2
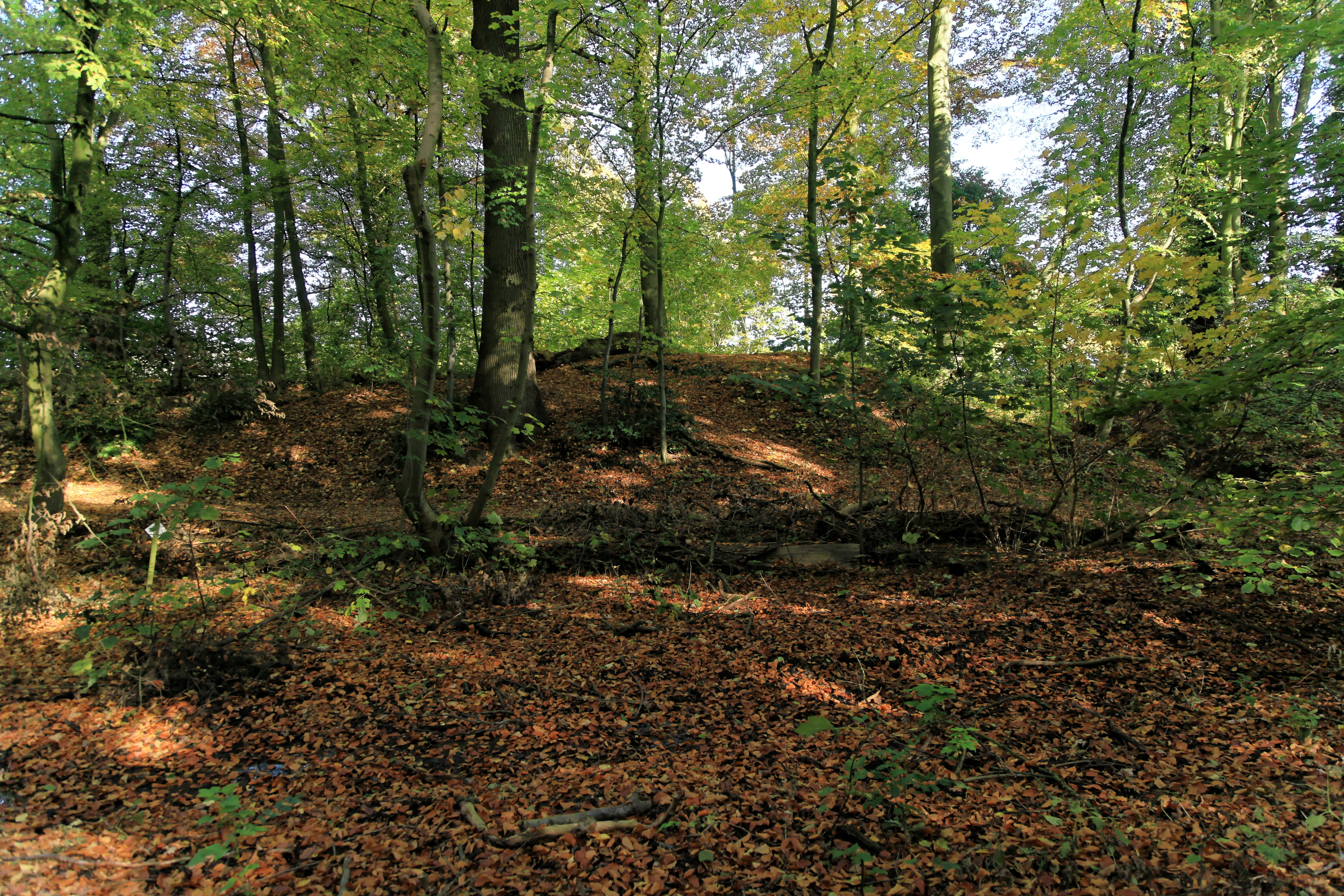
Hügel 3
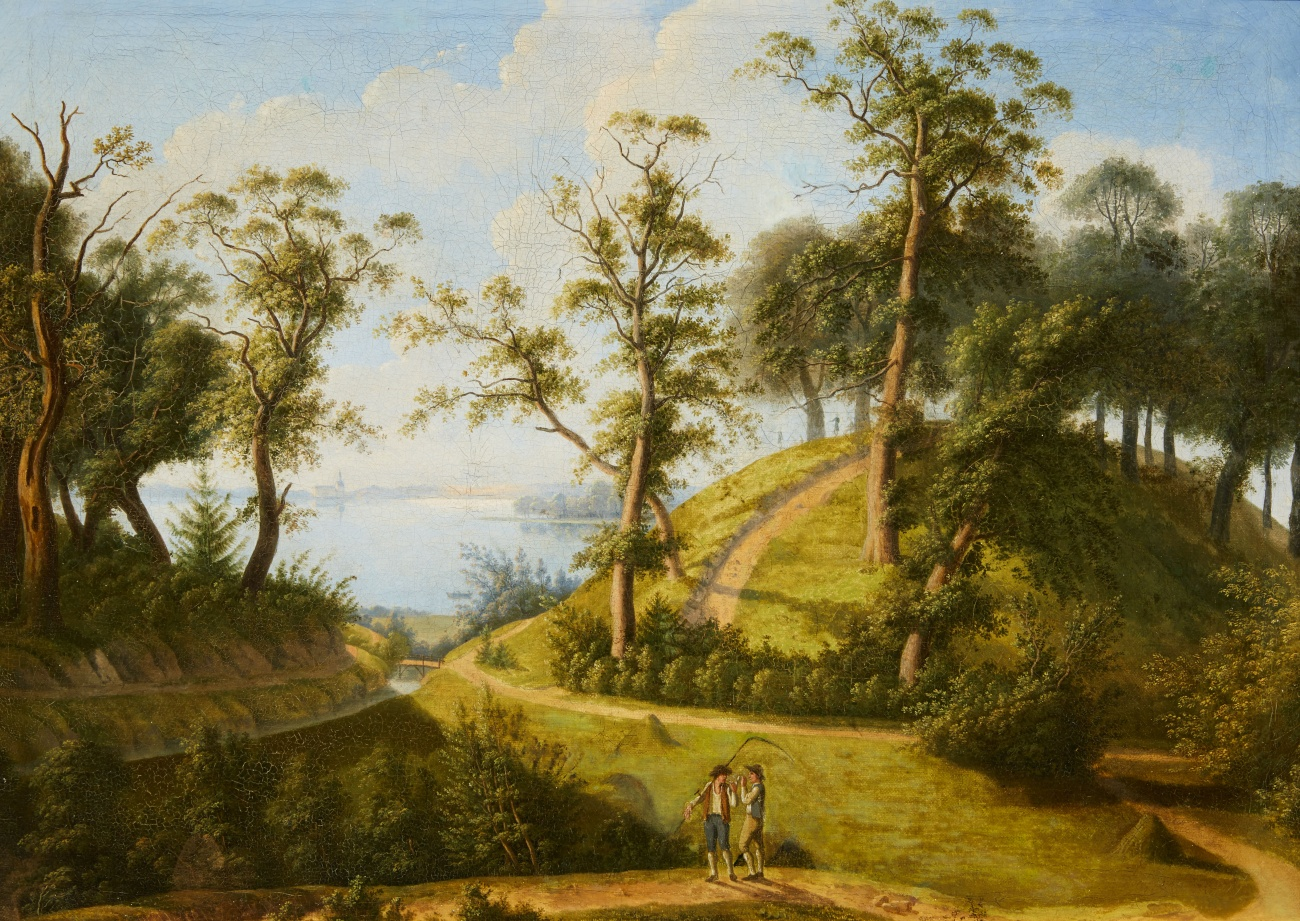
Gemälde aus dem 19. Jahrh.